# Verticordia helmsii
Verticordia helmsii là một loài thực vật có hoa trong Họ Đào kim nương. Loài này được S.Moore miêu tả khoa học đầu tiên năm 1899.